# Kaspars Cipruss
Kaspars Cipruss (Rēzekne, 18 febbraio 1982) è un ex cestista lettone.
Alto 206 cm per  kg, gioca come ala.

## Carriera
Con la Lettonia ha disputato tre edizioni dei Campionati europei (2001, 2005, 2007).